# Mpeketoni
Mpeketoni est une ville du comté de Lamu, sur la côte kényane. La localité est le résultat d'un projet de colonisation commencé dans les années 1960 par le premier président de la république du Kenya, Jomo Kenyatta et située près d'un lac d'eau douce qui porte son nom.

## Emplacement
Mpeketoni se trouve dans le comté de Lamu, à 9 km au sud de l' autoroute Garsen – Witu – Lamu, à environ 45 km au sud-ouest de Mokowe sur la côte.

## Histoire
À l'origine, Mpeketoni et ses environs étaient habités par des Swahilis appelés aussi Wabajuni ainsi que d'une petite tribu de chasse du nom de Wasanye ou Sanyes qui a pratiquement disparu. Au début des années 1970, Mpeketoni est transformée en zone de peuplement pour les Kényans sans terre comprenant en grande partie la communauté Kikuyu qui vivait en Tanzanie mais a décidé de rentrer au pays en raison du changement du climat politique. Les autres tribus présentes comprennent les Luos et les Kambas ainsi que le peuple swahili d'origine,.
La ville se trouve sur une route qui a été utilisée par les commerçants arabes pour emmener leurs marchandises esclaves à l'île de Lamu. D'imposants manguiers se trouvent sur le chemin entre Mpeketoni à l'île de Lamu. Ceux-ci auraient poussé à partir des graines des mangues que les esclaves mangeaient.

## Population
En juin 2015, la population de la ville était estimée à environ 50 000 habitants.

## Administration
La division Mpeketoni  est divisée en petits villages administratifs, notamment Kiongwe, Baharini, Mkunumbi, Bomani, Uziwa, Mapenya, Lakeside, Kibaoni, Hongwe et Tewa.

## Économie
La terre a été transformée en terrains arables pour l'agriculture. Les principales cultures commerciales sont le maïs, le coton, le manioc, la noix de cajou, les mangues et les bananes.
Les habitants de Mpeketoni ont bénéficié des aides d'organisations à but non lucratif, comme l'organisation allemande GTZ et un philanthrope néerlandais qui mènent des projets caritatifs depuis 1987. Des écoles, une clinique et une église ont été construites grâce à des fonds collectés aux  Pays-Bas. La clinique baptisée Centre de santé Maria Teresa Nuzzo en l'honneur de la fondatrice des Sœurs catholiques est devenue l'hôpital de Mpeketoni
Mpeketoni est située près du lac Kenyatta, un lac d'eau douce qui couvre environ 5 km2 (1 200 acres). Le lac est un site écologique avec une variété de poissons, plus de 3 500 hippopotames et une grande variété d'oiseaux.

## Attentat de Mpeketoni
Le 16 juin 2014, des hommes armés ont tué au moins 48 personnes lors d' une attaque sanglante. les islamistes somaliens Chabab revendiquent l'attaque,,,.